# 715
Năm 715 trong lịch Julius.